# Gấu lợn
Gấu lợn hay gấu lười (tên khoa học Melursus ursinus) là một loài gấu ăn đêm với lông rậm, sinh sống ở những cánh rừng đất thấp của Ấn Độ, Nepal, Bangladesh và Sri Lanka. Nó là loài duy nhất được phân loại thuộc chi Melursus.

## Đặc điểm
Chúng có lớp lông dài có màu từ nâu vàng đến đen, có mõm trắng và mũi đen. Con đực lớn hơn con cái. Chúng dài khoảng 1,5-1,9 m, con đực có thể cao tới 1,8 m (6 ft) và cân nặng 80–140 kg (180-300 pound). Con cái nặng khoảng 55–95 kg, cao khoảng 0,6-0,9 m. Chúng chủ yếu ăn kiến và mối. Khi cần thiết chúng có thể ăn mật ong, hoa quả, ngũ cốc và thịt.
Kẻ thù chủ yếu của chúng là báo hoa mai, chó sói, hổ và con người. Con người săn bắt chúng chủ yếu là để lấy mật, là chất có giá trị của y học phương Đông. Gấu lợn đôi khi cũng được sử dụng vào mục đích giải trí như trong các rạp xiếc.
Gấu lợn không di chuyển chậm chạp như con lười, và chúng có thể chạy nhanh hơn con người một cách dễ dàng. Gấu lười có tên như vậy là do những bước đi bình thường của chúng trông giống như là sự lê chân ngoằn ngoèo. Trong điều kiện giam cầm, gấu lợn có thể sống tới 40 năm.

## Sinh sản
Gấu lợn có xu hướng rất ồn ào khi giao phối. Thông tin về tập tính sinh sản của gấu lợn là không thống nhất. Một số nghiên cứu cho rằng chúng chủ yếu giao phối trong khoảng từ tháng 5 đến tháng 7, trong khi đó các nghiên cứu khác lại cho rằng chúng có thể giao phối và sinh con bất kỳ thời gian nào. Điều này có thể là do khu vực nghiên cứu.
Trong điều kiện bị giam cầm, một cặp gấu lợn chỉ giao phối trong khoảng từ 1 đến 2 ngày. Phần lớn gấu cái đẻ vào tháng 9 đến tháng 1. Thời kỳ mang thai kéo dài 6-7 tháng. Thông thường gấu mẹ sinh từ 1 đến hai con, hiếm khi thấy ba con. Gấu cái thông thường tìm hang hay ổ để đẻ.
Sau khi sinh (thông thường trong ổ), gấu lợn con là mù trong khoảng 3 tuần. Sau khoảng 4-5 tuần, gấu con rời ổ. Chúng sống với mẹ cho đến khi đạt độ tuổi trưởng thành vào khoảng 2-3 năm tuổi. Gấu con thường cưỡi trên lưng gấu mẹ. Gấu đực không tham gia vào việc chăm sóc con cái.

## Tấn công con người
Ở Ấn Độ, thì có con gấu lợn Mysore, tương đối nhỏ nhưng rất hung tợn chỉ sống ở bán lục địa Ấn Độ. Vì những lý do chưa được biết tới, một con gấu lợn đã tấn công ít nhất 36 người, giết chết 12 người. Một số nạn nhân của nó bị ăn một phần và mặt bị xé rách từ sọ đầu. Những người sống sót cũng không tốt hơn, vì mắt và mũi đều bị mất. Con gấu sau bị Kenneth Anderson giết bằng một phát súng vào giữa ngực. Mới đây nhất là vụ gấu tấn công người ở Tamil Nadu (Ấn Độ) khi anh này vừa cứu con vật ra khỏi giếng. Hai nhân viên bảo vệ rừng dùng lưới cứu con gấu nhưng vừa lên khỏi mặt giếng, gấu lao vào cắn ân nhân.

## Hình ảnh

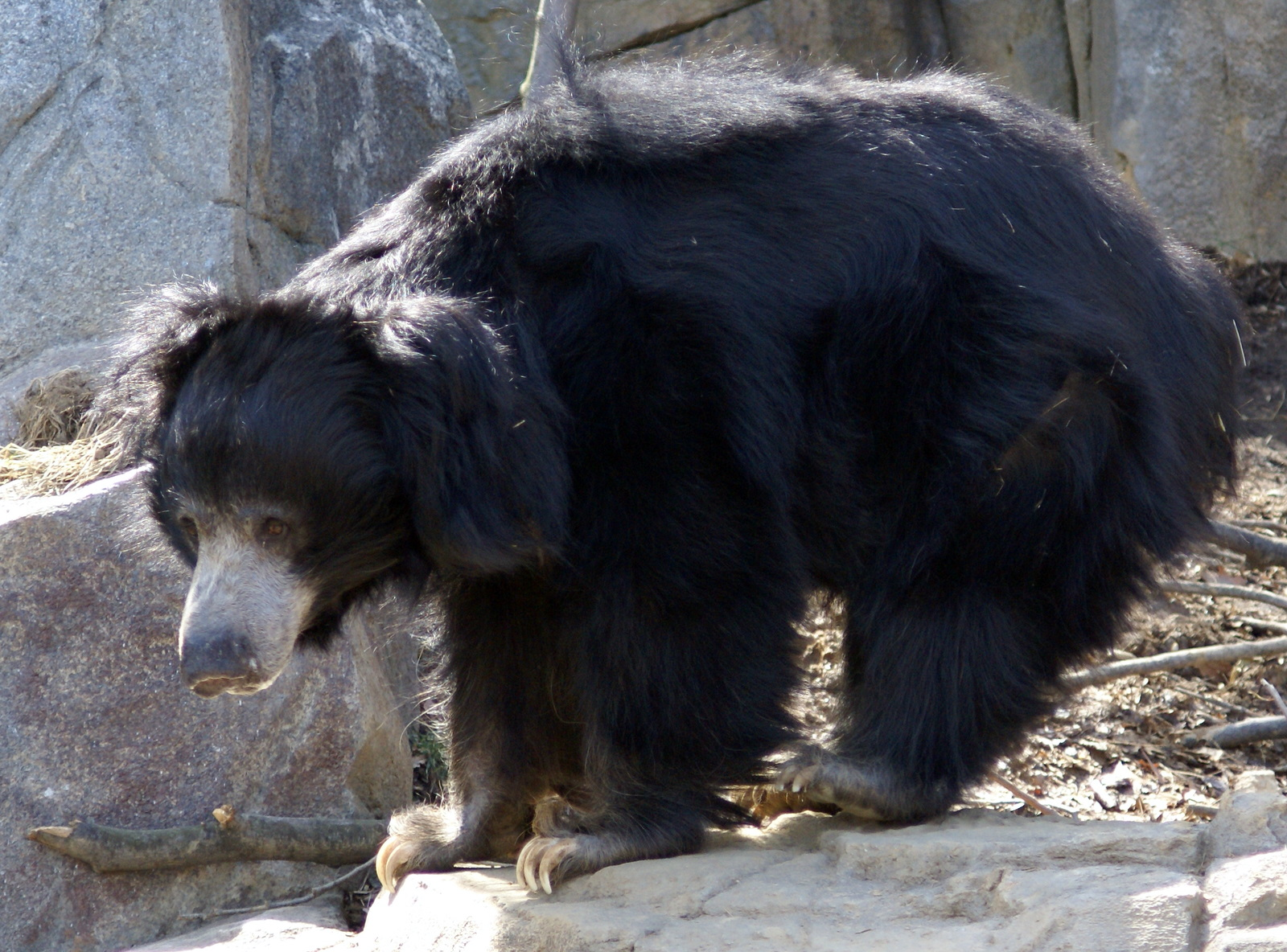
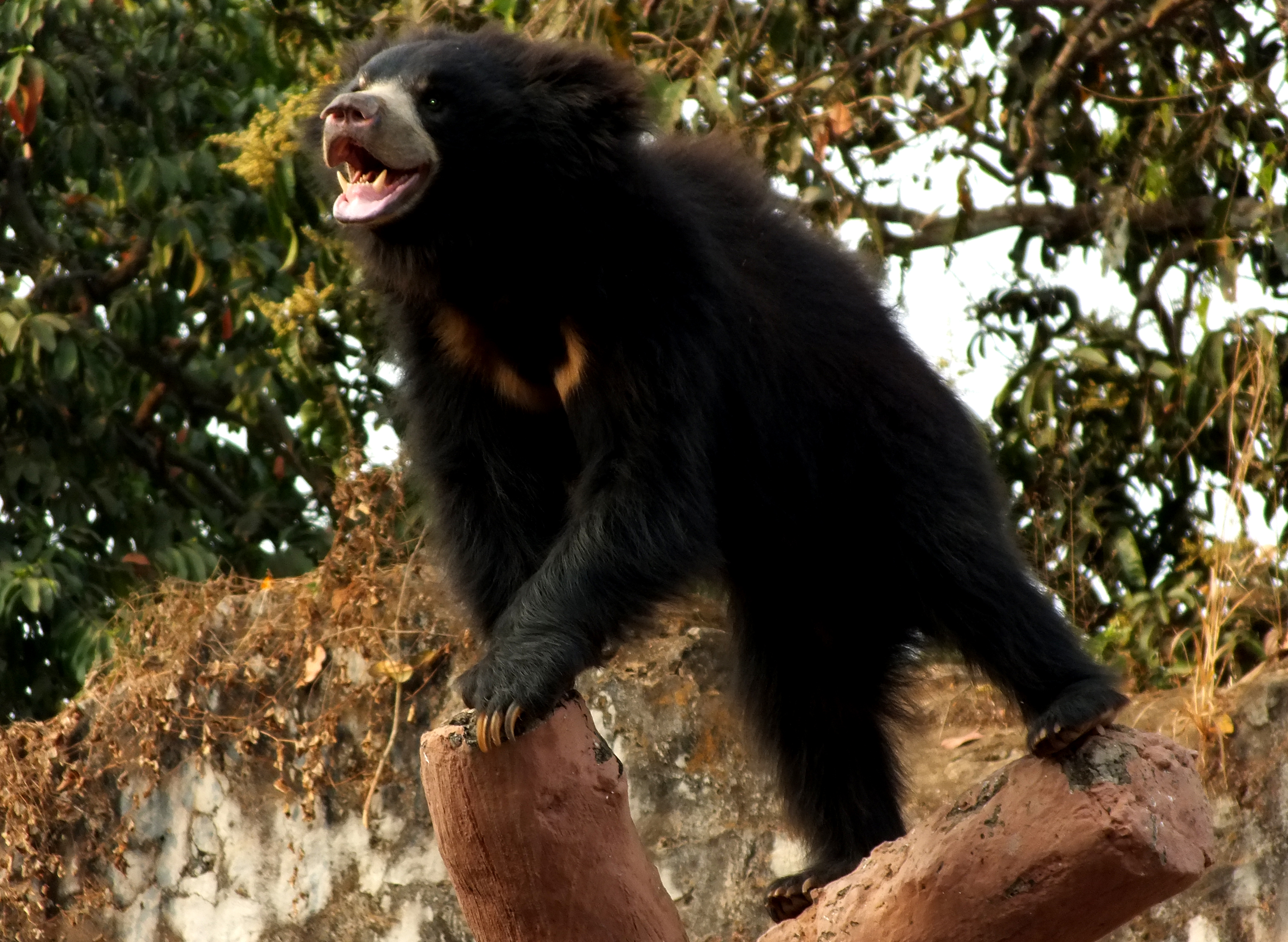
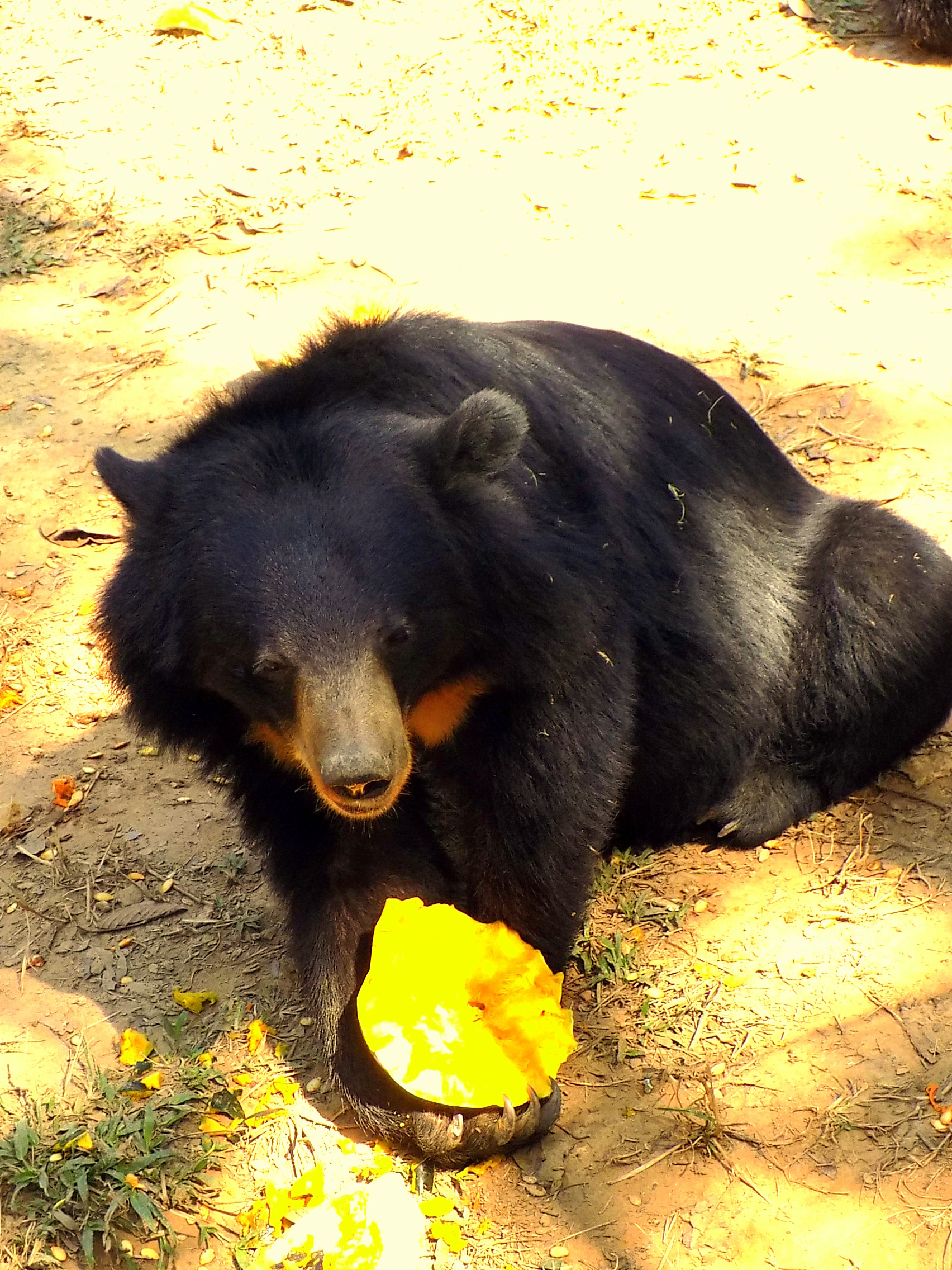
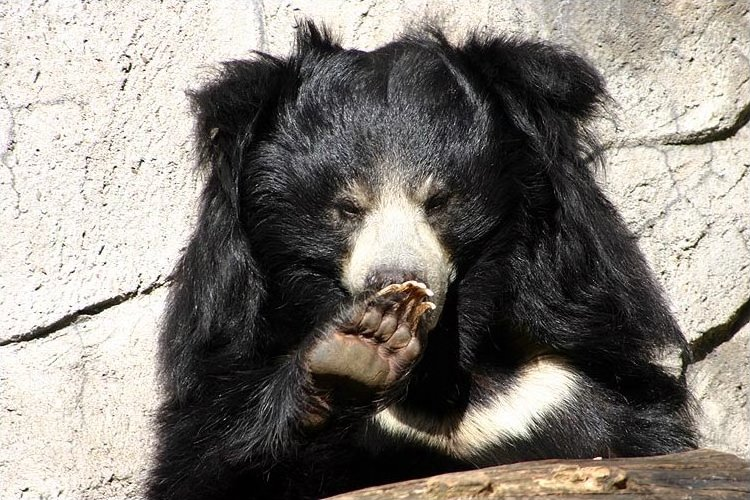
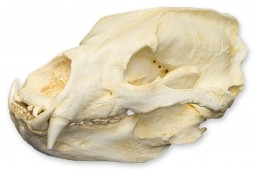
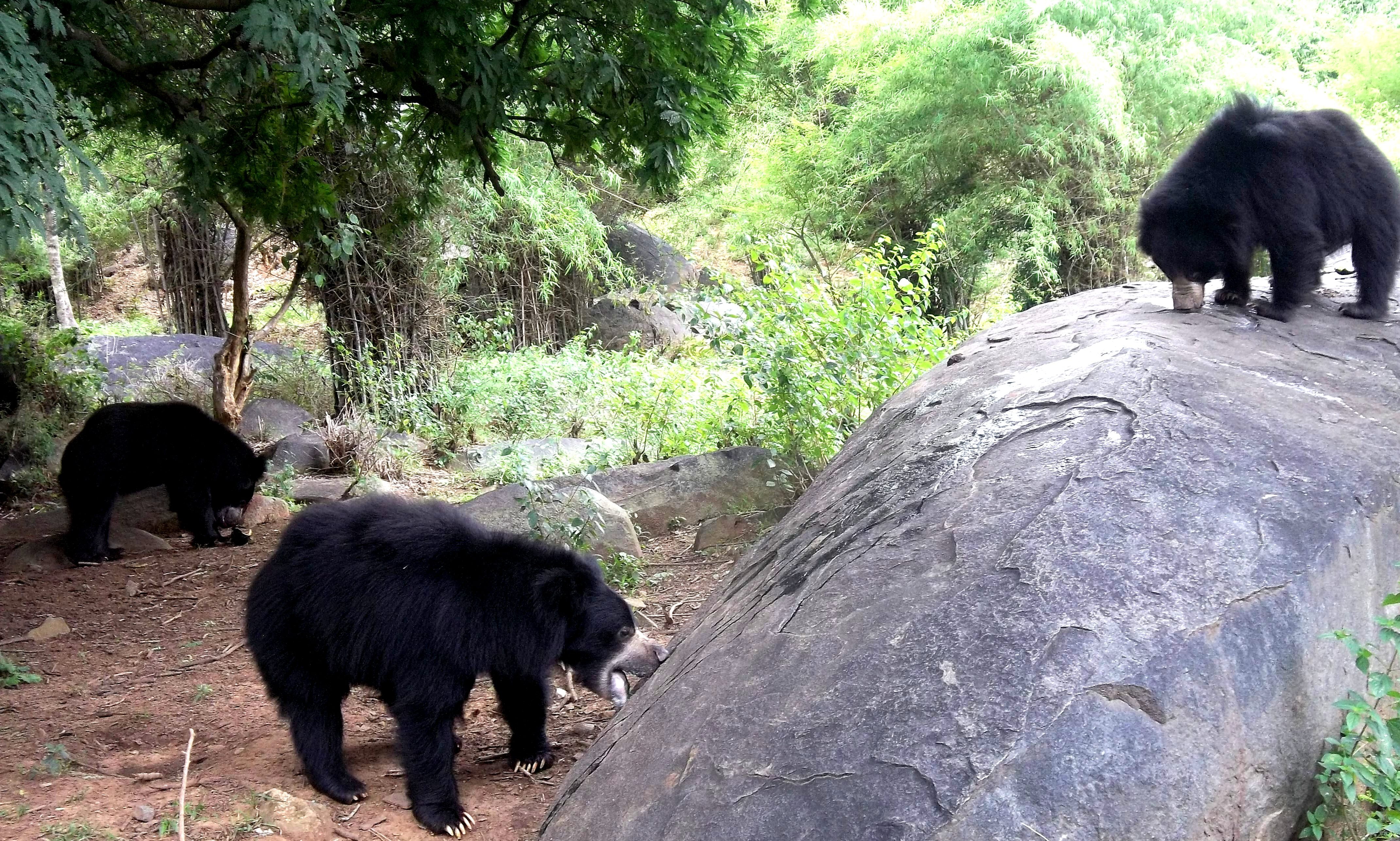